# Trialeurodes asplenii
Trialeurodes asplenii là một loài côn trùng cánh nửa trong họ Aleyrodidae, phân họ Aleyrodinae.
Trialeurodes asplenii được Maskell miêu tả khoa học đầu tiên năm 1890.